# Desafío superlike
Desafío superlike es un reality show argentino emitido por Telefe y producido por RPM Content. La primera temporada se estrenó el 20 de noviembre de 2021 bajo la conducción de Stefanía Roitman y con un jurado conformado por Santiago Artemis y Cynthia Kern.

## Formato
El concurso se emite en un formato semanal, donde compiten doce influencers de moda. En cada programa, una parte de los participantes competirá en las pruebas preparadas en el showroom de Desafío superlike, donde deberán elegir las prendas de ropa, luego ir a los probadores a planificar el look, ir al espacio de maquillaje y por último dirigirse al set fotográfico para crear la mejor publicación para las redes sociales. El participante que tenga el peor desempeño en el reto será eliminado. El premio es ser nombrado como el mejor influencer de moda de la Argentina y ganar un viaje a Nueva York o Milán.

## Elenco
| Stefanía Roitman | Presentadora     |
| Santiago Artemis | Jurado           |
| Cynthia Kern     | Jurado           |
| Jorge León       | Asesor de imagen |

## Resumen
| Temporada | Número de     | Número de | Fecha de duración                             | Resultado                | Resultado      | Resultado        |
| Temporada | Participantes | Semanas   | Fecha de duración                             | Primer puesto            | Segundo puesto | Tercer puesto    |
| --------- | ------------- | --------- | --------------------------------------------- | ------------------------ | -------------- | ---------------- |
| 1         | 12            | 10        | 20 de noviembre de 2021 – 22 de enero de 2022 | Rocío "Sereinne" Vázquez | Agustín Frangi | Francisco Castro |

## Participantes
| Nombre                   | Nombre       | Procedencia | Edad                        | Ocupación     | Información |
| ------------------------ | ------------ | ----------- | --------------------------- | ------------- | ----------- |
| Rocío "Sereinne" Vázquez | Buenos Aires | 22          | Estudiante                  | Campeona      |             |
| Agustín Frangi           | Santa Fe     | 23          | Estudiante                  | Subcampeón    |             |
| Francisco Castro         | Buenos Aires | 31          | Modelo y jugador de fútbol  | Finalista     |             |
| Lula Gallo               | Monte Grande | 30          | Modelo y diseñadora de moda | 9.ª eliminada |             |
| Kenny Suárez             | Buenos Aires | 25          | Bailarín y modista          | 8.º eliminado |             |
| David Daza               | Mérida       | 31          | Modelo                      | 7.º eliminado |             |
| Esmeralda Khin           | Buenos Aires |             | Diseñadora                  | 6.ª eliminada |             |
| Florencia Vichich        | Viedma       | 24          | Estudiante y modelo         | 5.ª eliminada |             |
| Ariadna "Lemon" Huergo   | Buenos Aires | 27          | Modelo plus size            | 4.ª eliminada |             |
| Daniela "Nani" Dezerio   | Ramos Mejía  | 27          | Rapera                      | 3.ª eliminada |             |
| Bruna Berois             | Montevideo   | 27          | Modelo                      | 2.ª eliminada |             |
| Milagros Hurtak          | Buenos Aires | 23          | Asesora de imagen           | 1.ª eliminada |             |

## Tabla estadística
| 1  | Rocío     |           | Avanza    |           | Avanza    | Avanza    | Avanza    | Avanza    | Nominada  | Avanza    | Ganadora   |  |  |  |  |  |  |  |  |  |
| 2  | Agustín   | Avanza    |           | Avanza    |           | Avanza    | Avanza    | Nominado  | Avanza    | Nominado  | Subcampeón |  |  |  |  |  |  |  |  |  |
| 3  | Francisco |           | Avanza    |           | Avanza    | Avanza    | Avanza    | Avanza    | Avanza    | Avanza    | Finalista  |  |  |  |  |  |  |  |  |  |
| 4  | Lula      | Avanza    |           |           | Nominada  | Avanza    | Avanza    | Avanza    | Avanza    | Eliminada |            |  |  |  |  |  |  |  |  |  |
| 5  | Kenny     | Avanza    |           |           | Avanza    | Avanza    | Nominado  | Avanza    | Eliminado |           |            |  |  |  |  |  |  |  |  |  |
| 6  | David     |           | Nominado  | Avanza    |           | Avanza    | Avanza    | Eliminado |           |           |            |  |  |  |  |  |  |  |  |  |
| 7  | Esmeralda | Nominada  |           | Nominada  |           | Nominada  | Eliminada |           |           |           |            |  |  |  |  |  |  |  |  |  |
| 8  | Florencia |           | Avanza    | Avanza    |           | Eliminada |           |           |           |           |            |  |  |  |  |  |  |  |  |  |
| 9  | Ariadna   |           | Avanza    |           | Eliminada |           |           |           |           |           |            |  |  |  |  |  |  |  |  |  |
| 10 | Daniela   | Avanza    |           | Eliminada |           |           |           |           |           |           |            |  |  |  |  |  |  |  |  |  |
| 11 | Bruna     |           | Eliminada |           |           |           |           |           |           |           |            |  |  |  |  |  |  |  |  |  |
| 12 | Milagros  | Eliminada |           |           |           |           |           |           |           |           |            |  |  |  |  |  |  |  |  |  |

Referencias
     Mejor influencer de la semana.
     El participante sigue en competencia.
     El participante fue nominado/a.
     El participante fue eliminado/a.

## Audiencia
| Sábado | 20 de noviembre de 2021 | Gala 1 / Eliminación de Milagros  | 4.5 | Sí (a RDM - Resto del mundo) | Octavo        | [ 3 ]  |
| Sábado | 27 de noviembre de 2021 | Gala 2 / Eliminación de Bruna     | 4.2 | Sí (a RDM - Resto del mundo) | Octavo        | [ 4 ]  |
| Sábado | 4 de diciembre de 2021  | Gala 3 / Eliminación de Daniela   | 3.9 | Sí (a RDM - Resto del mundo) | Noveno        | [ 5 ]  |
| Sábado | 11 de diciembre de 2021 | Gala 4 / Eliminación de Ariadna   | 3.3 | No (a RDM - Resto del mundo) | Decimoprimero | [ 6 ]  |
| Sábado | 18 de diciembre de 2021 | Gala 5 / Eliminación de Florencia | 2.1 | No (a RDM - Resto del mundo) | Decimocuarto  | [ 7 ]  |
| Sábado | 25 de diciembre de 2021 | Gala 6 / Eliminación de Esmeralda | 3.1 | No (a RDM - Resto del mundo) | Noveno        | [ 8 ]  |
| Sábado | 1 de enero de 2022      | Gala 7 / Eliminación de David     | 3.3 | No (a RDM - Resto del mundo) | Décimo        | [ 9 ]  |
| Sábado | 8 de enero de 2022      | Gala 8 / Eliminación de Kenny     | 2.9 | No (a Cine Trece)            | Decimoprimero | [ 10 ] |
| Sábado | 15 de enero de 2022     | Gala 9 / Eliminación de Lula      | 2.7 | No (a Cucinare)              | Décimo        | [ 11 ] |
| Sábado | 22 de enero de 2022     | Gala 10 / Consagración de Rocío   | 2.9 | Sí (a Cucinare)              | Decimoprimero | [ 12 ] |

Notas

```
Programa más visto.

Programa menos visto.
```